# آب فوق داغ

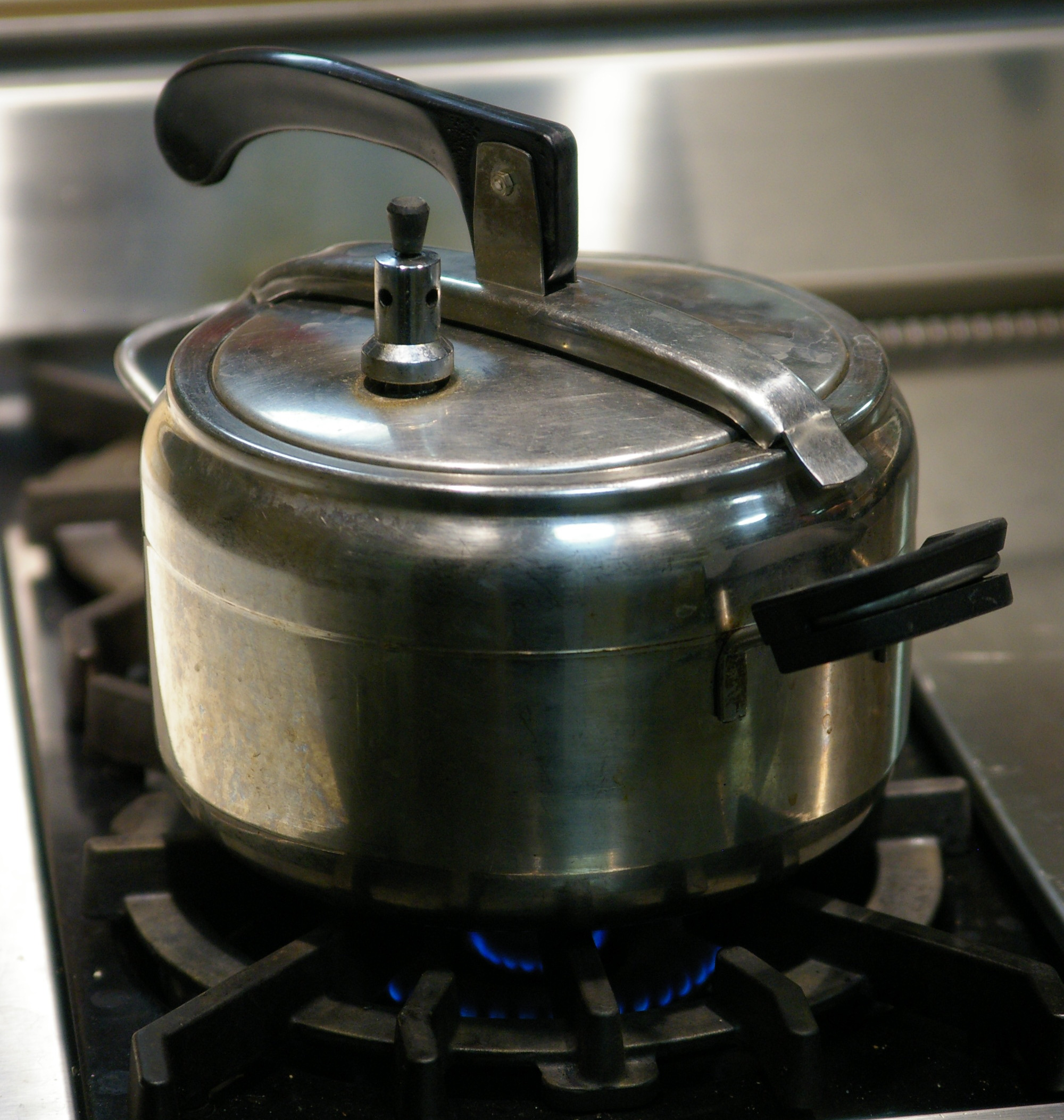
زودپز با رساندن آب به حالت فوق‌داغ، پختن غذا را تسریع می‌کند.

آب فوق‌داغ(به انگلیسی: Superheated water) که اغلب با نام آب زیر بحرانی  (SBCW) شناخته می‌شود، یک حلال کارا و مؤثر برای استخراج هر دو نوع مواد قطبی و غیرقطبی به شمار می‌رود. این قابلیت چندکاره بودن آب فوق‌داغ به عنوان حلال، به قطبیت انعطاف‌پذیر آب وابسته است که آن هم مستقیماً به دما وابسته است. با افزایش دمای آب، قطبیت آن کاهش می‌یابد که نتیجه آن افزایش حلالیت مواد آلی غیرقطبی و کاهش حلالیت مواد آلی قطبی است.
آب یک حلال منحصربه‌فرد است. به دلیل ساختار قدرتمند پیوندهای هیدروژنی آن، قطبیت بالا، ثابت دی‌الکتریک بالا و اینکه در دمای اتاق نقطه جوش آن به شکل نامتناسبی برای جرم آن بالاست. آب در دمای اتاق و فشار اتمسفر به دلیل وجود ساختار گسترده پیوندهای هیدروژنی، حلالی بسیار قطبی با ثابت دی‌الکتریک (ε) بالاست. ازاین‌رو، به طور سنتی و در دمای اتاق، آب به عنوان یک سیال مناسب برای استخراج ترکیبات غیرقطبی یا آلی در نظر گرفته نمی‌شود. با افزایش دما، کاهش مشخص و سیستماتیک در ثابت دی‌الکتریک، ویسکوزیته و کشش سطحی و در کنار آن افزایش در نرخ نفوذ رخ خواهد داد این تغییرات به علت افزایش جنبش‌های حرارتی و ایجاد اخلال در شبکه پیوندهای هیدروژنی رخ داده و موجب خواهد شد تا خواص آن تغییر قابل‌ملاحظه‌ای داشته باشند. اصطلاح آب فوق‌داغ اشاره دارد به آب مایع تحت فشار با دمای بین ۱۰۰درجه سلسیوس و دمای بحرانی آن (۳۷۴ درجه سلسیوس). در این بازه دمایی فشار مورد نیاز برای حفظ حالت فشرده آب در حد متوسط است، ۱۵ بار در ۲۰۰ درجه سلسیوس و ۸۵ بار در ۳۰۰ درجه سلسیوس.